# 栗林未和
栗林 未和（くりばやし みわ、1998年8月26日 - ）は、日本の女子バスケットボール選手である。ニックネームはクゥ。ポジションはセンター。背番号77。188cm、83kg。Wリーグの東京羽田ヴィッキーズ所属。

## 人物
清田緑ミニでバスケを始め、清田中から札幌山の手高校に進みインターハイ3位などを経験。高3時には主将も務めた。
2017年、富士通レッドウェーブに加入。
2022年、退団。5月9日、シャンソン化粧品シャンソンVマジックへ移籍。
2023年2月22日、方向性の違いを理由にシャンソン化粧品を退団したことを発表。
2023年4月10日、東京羽田ヴィッキーズへの加入を発表。

### 日本代表
年代別日本代表ではU18アジア選手権優勝とU19ワールドカップ4位を経験。
2018年、女子日本代表候補に選出される。
3x3においては2018年にU-23 3x3女子日本代表としてU23 3x3ワールドカップで準優勝している。

## 経歴
- 札幌山の手高校 - 富士通（2017年〜2022年） - シャンソン化粧品（2022年〜2023年） - 東京羽田（2023年〜）

## 日本代表歴
- 2016 U-18アジア選手権
- 2017 U-19ワールドカップ

3x3
- 2018 U23 3x3ワールドカップ（準優勝）
- 2019 3x3ワールドカップ